# حزب کمونیست کامبوج
حزب کمونیست کامبوج یا حزب کمونیست خمر یک حزب کمونیستی در کامبوج بود. پیروان این حزب بیشتر با نام خمرهای سرخ مشهور بودند. بیشتر فعالیت‌های حزب به صورت زیر زمینی دنبال می‌شد تا اینکه در سال ۱۹۷۵ قدرت را در کشور بدست گرفتند و کمپوچیای دمکراتیک یا کامبوج دموکراتیک را ایجاد کردند.
خمرهای سرخ بین ۱۹۷۵ تا ۱۹۷۹ فجایع بیشماری خلق کردند و باعث کشتار بیش از دو میلیون نفر شدند.